# Pantanodon sp. nov. 'Manombo'
Pantanodon sp. nov. 'Manombo é uma espécie de peixe da família Poeciliidae.
É endémica de Madagáscar.
Os seus habitats naturais são: rios e pântanos.
Está ameaçada por perda de habitat.